# 硫化鍶
硫化鍶，化學式為SrS，是一种白色固体。硫化锶是把重要的锶矿天青石（硫酸锶）转换成其它锶化合物的中间体。因其點燃是有亮紅色火焰而用作煙火的添加劑，也可用於脫毛和夜光塗料的熒光粉。 

## 製備
硫化锶可以由天青石和焦炭在110–1300 °C下反应而成。其中，天青石的硫酸根被还原成硫离子：
SrSO4  + 2 C   →   SrS  +  2 CO2
每年约有300,000吨的硫化锶被这样制造。
硫化鍶可通過硫和锶直接在惰性气氛中反应而成：
{\displaystyle \mathrm {Sr+S\rightarrow SrS} }
它也可以由碳酸锶在1000 °C和硫化氢蒸汽反应而成。

## 拓展鏈接
- American Elements